# John T. Robinson
John Talbot Robinson (* 10. Januar 1923 in Elliot, Südafrika; † 12. Oktober 2001 in Madison, Wisconsin, USA) war ein südafrikanischer Paläoanthropologe und von 1963 bis 1983 Professor für Zoologie an der University of Wisconsin–Madison. In einem Nachruf seiner Universität hieß es, Robinson habe bei Australopithecus die erste umfassende funktionelle Analyse der fossilen Knochen ihres Körpers unterhalb des Schädels durchgeführt und dabei den Nachweis erbracht, „dass sie gewohnheitsmäßige Zweibeiner waren, wie ihre menschlichen Nachfahren.“

## Leben
John Robinson wuchs auf einer Farm in Südafrika auf. Nach dem Abschluss der High School studierte er Zoologie und Bakteriologie an der Universität Kapstadt und erwarb in diesen Fächern 1943 den Bachelor-Grad, 1944 folgte der Master-Grad mit einer Studie über die Anatomie der Echse Cordylus giganteus. Danach sammelte er Material für eine Doktorarbeit im Fachgebiet Meeresbiologie über Zooplankton und Phytoplankton. Er brach diese Vorbereitungen allerdings Ende 1945 ab, nachdem er das Angebot für eine Anstellung als wissenschaftlicher Assistent am Transvaal-Museum in Pretoria bekommen hatte. Seine Aufgabe sollte sein, die Sammlung des Schmetterlingsforschers Anthonie Johannes Theodorus Janse zu pflegen. Auf Vermittlung des Geologen und Paläontologen Herbert Basil Sutton Cooke wurde Robinson jedoch im April 1946 stattdessen mit der Katalogisierung der Fossiliensammlung des 80-jährigen Robert Broom beauftragt, der – nach Auffassung mehrerer Fachkollegen – aufgrund seines Alters mit der genauen Beschreibung seiner Funde und der Fundumstände überfordert wirkte.
1947 entdeckten Broom und Robinson in Sterkfontein den ersten und zudem sehr gut erhaltenen Schädel eines erwachsenen Australopithecus africanus, bekannt geworden als „Mrs. Ples“, und im gleichen Jahr die möglicherweise zu „Mrs. Ples“ gehörigen postcranialen Knochen (Archivnummer Sts 14), deren Gestalt – insbesondere erhaltene Beckenknochen – zur Annahme Anlass gab, dass diese Individuen aufrecht gehen konnten. Eingehend beschrieben wurde Sts 14 von Robinson allerdings erst 1973. Robinsons 1955 verfasste und 1956 publizierte Doktorarbeit über die Bezahnung der Australopithecinen (The dentition of the Australopithecinae) „legte den Grundstein für die ‚Nahrungshypothese‘“, der zufolge die erheblichen Unterschiede im Bauplan der Schädel von sogenannten grazilen und robusten Australopithecinen eine evolutionäre Anpassung an unterschiedliche Nahrungsquellen ist. Einige von Robinson entdeckte und 1949 gemeinsam mit Broom erstmals beschriebene Fossilien, die von Broom und Robinson als Telanthropus capensis bezeichnet worden waren, wurden 1975 der neu benannten Art Homo ergaster zugeordnet. John Francis Thackeray schrieb im Jahr 2002 in einem Nachruf, Robinsons Verdienste um die Paläoanthropologie bereits in den ersten Jahren seiner wissenschaftlichen Laufbahn würden „weltweit anerkannt“, auch wenn nicht zu übersehen sei, „dass er in den Schatten von Robert Broom geriet, der gern im Rampenlicht stand und sich – insbesondere nach der Entdeckung von Mrs. Ples – an der Zuwendung der Medien erfreute.“
Nach Brooms Tod im Jahr 1951 wurde Robinson dessen Nachfolger als Leiter der Abteilung für Anthropologie und Paläontologie und schließlich stellvertretender Direktor des Transvaal-Museums. Er war ferner Mentor von Charles Kimberlin Brain. 1963 wurde er an die University of Wisconsin–Madison berufen, wo er bis zu seiner Pensionierung im Jahr 1983 den Lehrstuhl für Zoologie innehatte und zudem von 1979 bis 1981 das University of Wisconsin Zoological Museum leitete. Auch in den USA erforschte er die Anatomie – speziell das Entstehen des aufrechten Gangs – und die Verwandtschaftsverhältnisse der Gattungen Australopithecus und Homo.
John T. Robinson starb im Herbst 2001. Er hinterließ seine Ehefrau Sybil, emeritierte Professorin für Theaterwissenschaften an der University of Wisconsin in Madison. Das Ehepaar hatte zwei Kinder.

## Schriften (Auswahl)
- Adaptive radiation in the australopithecines and the origin of man. Kapitel 32 in: François Bourlière und Francis Clark Howell (Hrsg.): African Ecology and Human Evolution. Routledge, London 2004, doi:10.4324/9781315017273.
- mit Melvin L. Fowler und Brian M. Fagan: Human and cultural development. Indiana Historical Society, Indianapolis 1974.
- Early Hominid Posture and Locomotion. University of Chicago Press, 1973, ISBN 978-0-22672230-6.
- mit Leonard Freedman und Becky A. Sigmon: Some aspects of pongid and hominid bipedality. In: Journal of Human Evolution. Band 1, Nr. 4, 1972, S. 361–369, doi:10.1016/0047-2484(72)90112-1.
- The Bearing of East Rudolf Fossils on Early Hominid Systematics. In: Nature. Band 240, 1972, S. 239–240, doi:10.1038/240239a0.
- Homo ‘habilis’ and the Australopithecines. In: Nature. Band 205, 1965, S. 121–124, doi:10.1038/205121a0.
- The Australopithecines and Their Bearing on the Origin of Man and of Stone Tool-Making. In: William W. Howells (Hrsg.): Ideas on Human Evolution. Harvard University Press, 1962, S. 279–294, doi:10.4159/harvard.9780674592971.c14.
- Australopithecines and the origin of man. Smithsonian Institution, Washington 1962 (= Annual Report of the Board of Regents (Smithsonian Institution), 1961).
- An Alternative Interpretation of the Supposed Giant Deciduous Hominid Tooth from Olduvai. In: Nature. Band 185, 1960, S. 407–408, doi:10.1038/185407a0.
- The dentition of the Australopithecinae. Transvaal Museum Memoir, Nr. 9, Transvaal Museum, Pretoria 1956.
- Further remarks on the relationship between “Meganthropus” and australopithecines. In: American Journal of Physical Anthropology. Band 13, Nr. 3, 1955, S. 429–445, doi:10.1002/ajpa.1330130304.
- Prehominid Dentition and Hominid Evolution. In: Evolution. Band 8, Nr. 4, 1954, S. 324–334, doi:10.2307/2405779.
- The genera and species of the Australopithecinae. In: American Journal of Physical Anthropology. Band 12, Nr. 2, 1954, S. 181–200, doi:10.1002/ajpa.1330120216.
- Meganthropus, Australopithecines and Hominids. In: American Journal of Physical Anthropology. Band 11, Nr. 1, 1953, S. 1–38, doi:10.1002/ajpa.1330110112.
- mit Robert Broom: Swartkrans ape‐man, Paranthropus crassidens. Transvaal Museum Memoir, Nr. 6, Transvaal Museum, Pretoria 1953.
- mit Robert Broom: Sterkfontein Ape‐Man Plesianthropus. Part I: Further Evidence of the Structure of the Sterkfontein Ape-Man Plesianthropus. Transvaal Museum Memoir, Nr. 4, Transvaal Museum, Pretoria 1950.
- mit Robert Broom: A new type of fossil man. In: Nature. Band 164, 1949, S. 322–323, doi:10.1038/164322a0
- mit Robert Broom: Further Remains of the Sterkfontein Ape-man, Plesianthropus. In: Nature. Band 160, 1947, S. 430–431, doi:10.1038/160430b0.

## Belege
1. ↑  Nachruf der University of Wisconsin–Madison vom 4. Februar 2002. (Memento vom 1. September 2006 im Internet Archive)
2. 1 2  John Francis Thackeray: John Talbot Robinson, 1923–2001. In: South African Journal of Science. Band 98, Nr. 3–4, 2002, S. 140, Volltext.
3. ↑  John T. Robinson: Early Hominid Posture and Locomotion. University of Chicago Press, 1973, ISBN 978-0-22672230-6.
4. ↑  E. O. Smith: Robinson, John Talbot. Eintrag in: The International Encyclopedia of Biological Anthropology. John Wiley & Sons, 2018, doi:10.1002/9781118584538.ieba0429.
5. ↑  Robert Broom und John T. Robinson: A new type of fossil man. In: Nature. Band 164, 1949, S. 322–323, doi:10.1038/164322a0.

| Personendaten    | Personendaten                              |
| ---------------- | ------------------------------------------ |
| NAME             | Robinson, John T.                          |
| ALTERNATIVNAMEN  | Robinson, John Talbot (vollständiger Name) |
| KURZBESCHREIBUNG | südafrikanischer Paläoanthropologe         |
| GEBURTSDATUM     | 10. Januar 1923                            |
| GEBURTSORT       | Elliot, Südafrika                          |
| STERBEDATUM      | 12. Oktober 2001                           |
| STERBEORT        | Madison (Wisconsin), Vereinigte Staaten    |